# هيرفارث فراس فون فريدنفيلدت
هيرفارث فراس فون فريدنفيلدت (26 مايو 1913 – 20 سبتمبر 1941) هو مبارز بالسيف تشيكوسلوفاكي راحل، مثّل بلاده في الألعاب الأولمبية الصيفية 1936.

## روابط رياضية
هيرفارث فراس فون فريدنفيلدت على موقع اللجنة الأولمبية الدولية (الإنجليزية)
- هيرفارث فراس فون فريدنفيلدت على موقع أوليمبيديا (الإنجليزية)
- هيرفارث فراس فون فريدنفيلدت على موقع اللجنة الأولمبية التشيكية (التشيكية)